# Colors of my Voice
《Colors of my Voice》是日本歌手Stephanie的第二张个人专辑，SME Records 2009年6月17日发售，商品番号SECL-752~753（DVD付初回限定盘）、SECL-754（通常盘）。

## 概要
距上张同名个人首张专辑之后一年3个月之后发售的新专辑。包含自己首次作为演员主演的电影「Pride - 迈向荣耀之路」的主題歌「Pride〜A Part of Me〜 feat.SRM」在内的3首单曲及其他歌曲全11曲收录。
初回限定版收录有各单曲PV映像的DVD付。收录单曲「Changin'」及「Pride〜A Part of Me〜」首次公开的Stephanie个人独唱版本。

## 收录曲
单曲收录曲请参照各单曲条目。
1. - 作詞：Stephanie 作曲：Joe Rinoie 編曲：Joe Rinoie/中西亮輔
  - 手机小説（第3回日本手机小説大賞获奖作品）映像曲[1]。
2. Changin' (Stephanie feat. )
  - 第五张单曲。
3. FUTURE
  - 第七张单曲。
4. 禁断的Knockout
  - 作詞：Stephanie 作曲：Joe Rinoie 編曲：Joe Rinoie/MASAKI
5. Together
  - 第五张单曲c/w曲。
6. Forever
  - 作詞：Stephanie 作曲：Joe Rinoie 編曲：Joe Rinoie/綾部薰/Yukinori Nakano
  - 「Stephanie」收录曲「Fallin'」的英文版。
7. Pride〜A Part of Me〜 feat.SRM
  - 第六张单曲。满岛光合作演出。
8. KISSES
  - 第六张单曲c/w曲。
9. - 作詞：Stephanie & mavie 作曲：Joe Rinoie/velvetronica 編曲：Joe Rinoie/市川淳
10. a song for you
  - 作詞：Stephanie 作曲/編曲：Joe Rinoie
11. 。 feat.fans
  - 作詞：Stephanie 作曲：Joe Rinoie 編曲：Joe Rinoie/綾部薰/坂部大介

### DVD
Music Videos
1. Changin' (Stephanie Only ver.)
2. Pride〜A Part of Me〜 (Stephanie Only ver.)
3. FUTURE